# Diplycosia punctulata
Diplycosia punctulata är en ljungväxtart som beskrevs av Otto Stapf. Diplycosia punctulata ingår i släktet Diplycosia och familjen ljungväxter. Inga underarter finns listade i Catalogue of Life.